# Anna Hude
Anna Sophie (von der) Hude (1858–1934) va ser la primera dona danesa que es va graduar com a historiadora (1887), la primera que va obtenir la medalla d'or de la Universitat de Copenhaguen (1888) i la primera que va ser doctora en Filosofia. També se li recorda haver estat una activista en campanya pel sufragi femení a principis del segle xx.

## Vida i educació primerenques
Nascuda el 26 de juliol de 1858 a Ebeltoft, Anna Sophie von der Hude era filla de Sophus Waldemar von der Hude i de Johanne Larentine Elisabeth Tulinius. Va ser criada juntament amb els seus quatre germans a Roskilde. Després de treballar un temps com a professora d'escola, es va traslladar a Copenhaguen el 1878 per completar l'educació secundària. Després d'obtenir el certificat de matrícula el 1882, va estudiar a la Universitat de Copenhaguen. El 1887, es va convertir en la primera dona que es va llicenciar en història. L'any següent, va rebre la medalla d'or de la universitat per la seva dissertació sobre els orígens del feudalisme, En Fremstilling og Kritik af de nyere Opfattelser af Spørgsmaalet om Lensvæsnets Opkomst. El 1893, es va convertir en la primera dona a rebre un Dr.phil pel seus treballs sobre el parlament medieval a Danehof titulats Danehoffet og dets Plads i Danmarks Statsforfatning.

## Incident de violació
Mentre Hude estudiava, el 1879 va conèixer amb CJ Leerbeck, el metge de família del seu oncle amb qui s'allotjava. Uns mesos després, Leerbeck la va violar. Després del primer intent de suïcidi, ella el va disparar a un carrer obert. Ell va sobreviure, però després es va penjar a la cel·la on estava detingut després que Hude expliqués el motiu de la seva actuació. El cas es va donar a conèixer àmpliament i va donar lloc a l'alliberament de Hude després de només cinc mesos de presó.

## Carrera i vida posterior
Hude va ser la primera dona que es va ocupar dels Arxius Nacionals danesos, on va treballar de 1889 a 1910. Durant el temps allà, va col·laborar amb Kristian Erslev i William Christensen a Repertorium diplomaticum Regni danici mediævalis.
A partir de 1884, Hede es va tornar cada cop més activa en la causa dels drets de les dones, convertint-se en membre de la Societat de Dones Daneses. El 1904, va participar activa en la campanya del sufragi femení, cofundant l'Associació Política de Dones (Politisk Kvindeforening), que va dirigir com a primera presidenta el 1905. L'associació va ser la base de Landsforbundet for Kvinders Valgret, fundada el 1907.
A partir del 1908, va perdre l'interès pels drets de les dones, preferint dedicar el seu temps a l'esperitisme. El 1913, va publicar The Evidence of Communication with the Dead en anglès, que s'ha seguit reimprimint.
Anna Hude va morir a Copenhaguen el 9 d'agost de 1934.